# Ӳ
Ӳ (kleingeschrieben ӳ, IPA-Aussprache y) ist der fünfundzwanzigste Buchstabe des tschuwaschischen Alphabets, bestehend aus einem У mit doppeltem Akut.

## Zeichenkodierung
| Standard  | Standard    | Majuskel Ӳ                                  | Minuskel ӳ                                |
| --------- | ----------- | ------------------------------------------- | ----------------------------------------- |
| Unicode   | Codepoint   | U+04F2                                      | U+04F3                                    |
| Unicode   | Name        | CYRILLIC CAPITAL LETTER U WITH DOUBLE ACUTE | CYRILLIC SMALL LETTER U WITH DOUBLE ACUTE |
| UTF-8     | UTF-8       | D3 B2                                       | D3 B3                                     |
| XML/XHTML | dezimal     | &#1266;                                     | &#1267;                                   |
| XML/XHTML | hexadezimal | &#x04F2;                                    | &#x04F3;                                  |